# Јакуб-Хар
Мерусере Јакуб-Хар (други правопис: Иакубхер, такође познат као Јак-Баал ) је био фараон Египта током 17. или 16. века пре нове ере. Пошто је владао током фрагментираног Другог прелазног периода Египта, тешко је утврдити прецизно трајање његове владавине, а чак је и династија којој је припадао неизвесна.